# Orvelin Gruppen
Orvelin Gruppen  är en svensk fastighetsägare som äger 30 andra företag och verksamheter i Sverige. De äger även fastigheter tillsammans med andra aktörer. Orvelin Gruppen äger 45 % av Nordby Shoppingcenter, resten ägs av Thon Property AB. Företaget omsatte år 2015 1,4 miljarder kronor och hade 400 anställda.
Företaget startades år 1997 av de tre bröderna Petter, Fredrik och Johan Orvelin. Deras första fastighet var en godisbutik på gränsen mellan Sverige och Norge.
Företaget är baserat i Strömstad och har tre affärsområden: handel, fastigheter och investeringar.
Orvelin Gruppen och Konsumentföreningen Bohuslän-Älvsborg äger hälften var av Melleruds köpcentrum som öppnade 2017.